# Haris Róbert
Haris Róbert, Robert J(ohn).S(teven). Haris (Budapest, 1938. március 25. –) magyar származású amerikai üzletember és politikus.

## Származása
Édesapja, Haris Béla mérnök-ezredes, akit a Rákosi-diktatúra idején koholt vádakkal bebörtönöztek. Édesanyja Faix Ilona. Házasságukból 6 gyermek született, Róbert negyedikként.

## Gyermekkor
1944-ben a család a fronton szolgáló édesapával együtt Ausztriába került, de később visszatértek Magyarországra. Itt gyerektáborba került, de hazaszökött. Édesapja letartóztatása után a családot osztályidegennek nyilvánították és meghurcolták, ezért korán dolgoznia kellett (hólapátolás, vasgyűjtés, kocsirakodás). 1956-ban érettségizett a József Attila Gimnáziumban. Bár bejutott a Rákosi Mátyás országos matematika verseny középdöntőjébe, megbélyegzettként mégsem vették fel a Budapesti Műszaki Egyetemre, ezért bádogosnak tanult. Közben édesapja metróépítéssel kapcsolatos találmányához végzett fontos matematikai számításokat, és önálló javaslatokkal bővítette azt.

## Az USA-ban
Fellebbezéssel végül is bejutott a Miskolci Egyetemre, de mivel aktívan részt vett az 1956-os forradalom miskolci eseményeiben, ezért menekülnie kellett Magyarországról. Érdekesség, hogy Salzburgban, egy egyetemista küldöttség tagjaként találkozott Richard Nixonnal, az USA akkori alelnökével. Végül a USS General W. G. Haan hadihajó fedélzetén érkezett meg New Yorkba. Dolgozni kezdett, angolul tanult, majd ösztöndíjjal a Fordham Egyetemre került, ahol esti tagozaton közgazdaságtant tanult. Közben előléptették géptervezővé. 1961-ben házasságot kötött Joan Alexandra Thomas-szal, egy New York-i festő lányával. Házasságukból három gyermek született: Alexandra, Robert és Paul. Nyolc unokája van.
1962-ben kapott amerikai állampolgárságot, magyar állampolgárságáról pedig lemondott. 1963–1964-ben gépészmérnöki diplomát kapott a New York-i Egyetemen. A Boeing katonai helikopter részlegénél kezdett el dolgozni. Feladata a propellerek csattogó hangjának csökkentése volt, ami a felderíthetőség szempontjából létfontosságú volt az akkor folyó vietnámi háborúban.
Később, rövid ideig a LaFrance cégnél lett főmérnök. Ezután beiratkozott a Cornell Egyetemre, ahol élettant tanult, mert a kardiovaszkuláris folyadékáramlás mechanikáját akarta tanulmányozni. Orvosi szakra is akart jelentkezni, de a Harvard Egyetem korára való tekintettel nem vette fel.
Kihasználva az 1970-es évek olajválsága által kínált lehetőségeket, Tech Impex néven kereskedelmi céget alapított. Szerződéseket kötött a Dow Chemical, az Allied Chemical és más jelentősebb cégekkel petrolkémiai anyagok, acetilszalicilsav, polietilénglikol, valamint nátrium-nitrit forgalmazására. Megszerezte a spanyol nátriumnitrit piacot és hamarosan a Schering brazíliai leányvállalata is egyik fontos ügyfelévé vált.  A Capitol Pipe és a Steel Products őt választotta disztribútornak, amelynek eredményeként tonnaszámra szállított szénacél csővezetékeket az Island Water Works-nek, krómnikkel vezetékeket pedig a haditengerészet számára Honoluluba. A cég hamarosan az USA-ban, illetve Izraelben ellenállásokat gyártó Vishay Intertechnology elnevezésű cég termékeinek kizárólagos forgalmazója lett a Közel-Keleten, a Távol-Keleten, Kelet-Európában és a Szovjetunióban. A sikeres üzletmenet azonban nem tartott sokáig. A szovjetek afganisztáni inváziója (1979), valamint a lengyelországi a Gdańsk-i hajógyárban zajló események arra kényszerítették, hogy egyoldalúan leállítson minden, a keleti blokk országaiba irányuló Vishay szállítást.
1980-ban egy angol leányvállalatot alapított Swindonban azzal a céllal, hogy Nyugat-Európa felé terjeszkedhessen. A Transtek Industries néven bejegyzett cég rögtön jelentős szerződést kötött a Dale Electronics-szal és a Bourns-szel. Hamarosan az Augat és a 3M elektronikus kapcsolóalkatrészeinek forgalmazója lett a közép-atlanti régióban. Egy úttörőnek számító elosztási filozófiát (éjszakai kiszállítással kombinált központi raktározás) vezetett be. Ez a konkurencia heves ellenállását váltotta ki (bírósági eljárások), ami lassan felőrölte a cég vagyonát.
1988-ban befektetett egy szárnyait bontogató, elektronikus adat-, illetve jelfeldolgozással foglalkozó cégbe. Két másik céggel együttműködésben kifejlesztettek egy multifunkcionális, környezeti behatásokat jól tűrő, egymásra építhető PC standardot ipari célokra. Az eladások robbanásszerűen nőttek. Multinacionális ipari, valamint repüléssel és űrhajózással foglalkozó cégek tömegesen alkalmazták az egyetlen kártyára integrált, robusztus célszámítógépeket speciális igénybevételű eszközeikben. Az RTD Embedded Technologies által az USA-ban tervezett, fejlesztett és gyártott intelligens adatfeldolgozó rendszerek egyre elismertebbek lettek mind az amerikai, mind pedig az izraeli hadseregben.

## Kapcsolata Kelet-Európával
1967 után több mint százszor járt Kelet-Európában, cége pedig kereskedelmi kapcsolatokat épített ki a régió országaival. 1968-ban - kalandos körülmények között - a vasfüggönyön át kicsempészte testvérét, Andrást Magyarországról.
1982-ben tájékoztatta Richard T. Shultzot, az USA Képviselőházának tagját, hogy Románia, kihasználva a legnagyobb kereskedelmi kedvezményt, megpróbál elektronikai alkatrészeket csempészni Szíriába. Ezzel nagyban hozzájárult ahhoz, hogy Románia végül kénytelen volt felmondani a legnagyobb kereskedelmi kedvezmény szerződését.
A rendszerváltás után támogatta a kelet-európai országok áttérését a piacgazdaságba. 1992-ben megalapította az RTD-Europa Kft.-t Budapesten. A Budapesti Műszaki Egyetemmel együttműködve egyetemi oktatókat és kutatókat alkalmazott és egy tervező-kutató központot alakított ki. A laboratórium elsősorban kompakt, moduláris, egykártyás számítógépek, digitális jelfeldolgozó egységek, vezeték-nélküli kommunikációs eszközök, adatgyűjtő és feldolgozó rendszerek, illetve a hozzájuk tartozó szoftverek tervezésével foglalkozott.  A PhD hallgatók számára kutatói ösztöndíjat alapított, amelyet édesapjáról nevezett el. A laboratórium 2002-ig működött.
2006. október 20-án beszédet mondott Kecelen, a városi 56-os ünnepségen. 2007. március 15-én Budapesten részt vett azon a tüntetésen, ahol tízezrek követeltek politikai változásokat és szociális igazságosságot.
Hosszú évek óta küzd édesapja rehabilitálásáért, mely még mindig nem rendeződött megnyugtatóan.

## Sporttevékenysége
Még Magyarországon kezdett kajakozni. New Yorkban megismertette a sportágat a helyi Atlétikai Klub Evezős szakosztályával. Több alkalommal szerzett országos illetve Észak-Amerika-i bajnoki címet. Munkája elismeréseként megválasztják a Nemzeti Evezős Szövetség elnökének. Szervezőmunkája eredményeként 1966-ban először indult amerikai csapat a kajak-kenu világbajnokságon Kelet-Berlinben. Kezdeményezésére 1967-ben felveszik a sportágat a pánamerikai játékok programjába is.
2007-ben, 69 évesen, 2 fiával részt vett a Bécs-Pozsony-Budapest Szupermaraton 5 napos kerékpáros versenyen, majd 2008-ban megismétli ezt a teljesítményt.

## A 2008-as elnökválasztási kampányban
Meggyőződéses republikánus beállítottsága ellenére a 2008-as elnökválasztási kampányban Barack Obamát támogatta Pennsylvania államban. Részt vett a demokratapárti jelöltek melletti kampányban, támogatta a Demokrata Párt 25000 Lovagja elnevezésű politikai akciószervezetet, megosztva velük globális meglátásait, tapasztalatát és Amerika jövőjére vonatkozó vízióját. Több kongresszusi képviselővel is találkozott a világgazdasági válság megoldása érdekében.

## A budapesti amerikai nagyköveti poszt egyik lehetséges várományosa
A Demokrata Párt 25000 Lovagja nevű szervezet őt tartja a legalkalmasabbnak a poszt betöltésére. Véleményük szerint: "olyan emberre van szükség, aki nemcsak érti, de át is érzi a fogadó ország népének történelmét, küzdelmeit, törekvéseit, sikereit, illetve kudarcait. Akit nem magyarországi pártkapcsolatai, hanem az egész magyar nemzet iránti elkötelezettsége alapján jelölnek ki, és aki hozzájárul Magyarország társadalmi megosztottságának felszámolásához."[forrás?]
A nagyköveti pozíciót végül Eleni Tsakopoulos Kounalakis nyerte el.